# Piano Jazz: McPartland/Costello
Albums de Marian McPartland with Elvis Costello
Il Sogno
(2004) My Flame Burns Blue
(2006)
Piano Jazz, ou Piano Jazz: McPartland/Costello (2005) est un album de Marian McPartland, en collaboration avec Elvis Costello. Il s'agit d'un enregistrement d'une collaboration d'Elvis avec la musicienne de jazz pour l'émission de McPartland, Piano Jazz.

## Liste des pistes
| No  | Titre                       | Auteur                       | Durée |
| --- | --------------------------- | ---------------------------- | ----- |
| 1.  | Conversation                |                              | 2:47  |
| 2.  | At Last                     | Mack Gordon, Harry Warren    | 3:56  |
| 3.  | Conversation                |                              | 4:03  |
| 4.  | My Funny Valentine          | Richard Rodgers, Lorenz Hart | 3:44  |
| 5.  | Conversation                |                              | 4:39  |
| 6.  | Almost Blue                 | Elvis Costello               | 2:48  |
| 7.  | Conversation                |                              | 2:36  |
| 8.  | The Very Thought of You     | Ray Noble                    | 3:49  |
| 9.  | Conversation                |                              | 2:38  |
| 10. | Gloomy Sunday               | Rezső Seress, Sam M. Lewis   | 3:24  |
| 11. | Conversation                |                              | 2:11  |
| 12. | You Don't Know What Love Is | Gene de Paul, Don Raye       | 4:58  |
| 13. | Conversation                |                              | 3:32  |
| 14. | They Didn't Believe Me      | Jerome Kern, Edward Laska    | 3:54  |
| 15. | Conversation                |                              | 1:46  |
| 16. | I'm in the Mood Again       | Costello                     | 2:42  |
| 17. | Conversation                |                              | 0:05  |